# Polskie Towarzystwo Prawa Konstytucyjnego
Polskie Towarzystwo Prawa Konstytucyjnego – stowarzyszenie naukowe skupiające polskich i zagranicznych specjalistów prawa konstytucyjnego.

## Historia
Powstało w 1992. Kolejnymi prezesami Towarzystwa byli: prof. dr hab. Kazimierz Działocha (1992–2001), prof. dr hab. Leszek Garlicki (2001–2002), prof. dr hab. Andrzej Szmyt (2002–2006) i prof. dr hab. Marian Grzybowski. W latach 2017–2021 prezesem był prof. dr hab. Krzysztof Skotnicki. W 2021 r. na prezesa wybrano prof. Piotra Tuleję.
Wiceprezesem Towarzystwa był prof. Andrzej Gwiżdż.
30 czerwca 2016 Walne Zebranie Towarzystwa podczas obrad w Warszawie podjęło uchwałę wzywającą do szybkiego zażegnania kryzysu wokół Trybunału Konstytucyjnego w Polsce. Uchwała stwierdza m.in.: „z zasady państwa prawa wynika prymat prawa nad polityką. Nie jest to możliwe bez zapewnienia przestrzegania konstytucji przez skutecznie działające organy władzy sądowniczej, w tym przede wszystkim Trybunał Konstytucyjny, który powinien mieć pełną zdolność do wykonywania swoich konstytucyjnych kompetencji”.

## Władze (kadencja 2021-2024)
Zarząd:
- Prezes: Piotr Tuleja
- Wiceprezes: Marek Zubik
- Sekretarz: Lech Jamróz
- Skarbnik: Aldona Domańska
- Członek:Sławomir Patyra